# Перри (округ, Теннесси)
Округ Перри (англ. Perry County) располагается в штате Теннесси, США. Официально образован 14 ноября 1819 года. По состоянию на 2010 год, численность населения составляла 7915 человек.

## География
По данным Бюро переписи США, общая площадь округа равняется 1095,571 км2, из которых 1074,851 км2 — суша, и 20,720 км2, или 1,890 % — это водоёмы.

## Население
По данным переписи населения 2010 года в округе проживает 7915 жителей в составе 2977 домашних хозяйств. Плотность населения составляет 7,00 человек на км2. На территории округа насчитывается 4,599 жилых строений. Расовый состав населения: белые — 95,80 %, афроамериканцы — 1,50 %, коренные американцы (индейцы) — 0,60 %, азиаты — 0,20 %, гавайцы — 0,00 %, представители двух или более рас — 1,50 %. Испаноязычные составляли 1,70 % населения независимо от расы.
Возрастной состав округа: 28,40 % — моложе 18 лет, 52,90 % — от 18 до 64, 18,70 % — от 65 и старше. Средний возраст жителя округа — 41,7 лет.
Средний доход на домохозяйство в округе составлял 32 054 USD. Доход на душу населения составлял 16 367 USD. Около 20,20 % семей находились ниже черты бедности.